# Bezirk Winterthur
Bezirk Winterthur är ett av de tolv distrikten i kantonen Zürich i Schweiz. 

## Indelning
Distriktet består av 19 kommuner:

- Altikon
- Brütten
- Dinhard
- Dägerlen
- Dättlikon
- Elgg
- Ellikon an der Thur
- Elsau
- Hagenbuch
- Hettlingen
- Neftenbach
- Pfungen
- Rickenbach
- Schlatt
- Seuzach
- Turbenthal
- Wiesendangen
- Winterthur
- Zell